# Rudolf Anderberg (psykolog)
Gustaf Alfred Rudolf Anderberg, född 6 januari 1892 i Ystad, död 10 maj 1955 i Uppsala, var en svensk psykolog.

## Biografi
Anderberg blev filosofie doktor i Lund 1918, docent i psykologi och pedagogik 1918–27, folkskoleinspektör i Trelleborg 1927 samt professor i pedagogik vid Uppsala universitet 1932. Anderberg ansågs på sin tid som en av de skarpsinnigaste företrädarna för den statistiskt-experimentella psykologien i Sverige. Han ägnade sig vid sidan om en rad kritiska uppsatser om intelligensmätningens grundfrågor, utgett arbeten såsom Kvantitativ bestämning av ett kortvarigt arbetes inverkan på ett efterföljande (1918), Psykologi och annonsering (1920), Grunddragen av det svenska tekniska undervisningsväsendets historia (1921) samt Experimentell intelligensundersökning (1928), där han med stöd av sina egna undersökningar vände sig kritiskt mot bottenskoleidén och 1927 års skolreform.
Senare ägnade Anderberg sig i sitt arbete främst åt yrkespsykologiska undersökningar och utarbetade intelligens-, anlags- och anställningsprov för marinen, trafikyrkena och textilindustrin. Dessa arbeten publicerades i Recruitment at the Royal Swedish Navy with the aid of intelligence tests (1935), Psykologiska undersökningar och rekryteringsmetoder vid svenska statens järnvägar (1936–37) samt Psykologisk anlagsprövning och personalurval. Undersökningar inom textilindustrin (tillsammans med G. Westerlund, 1939).